# Паризьке повстання, 1358

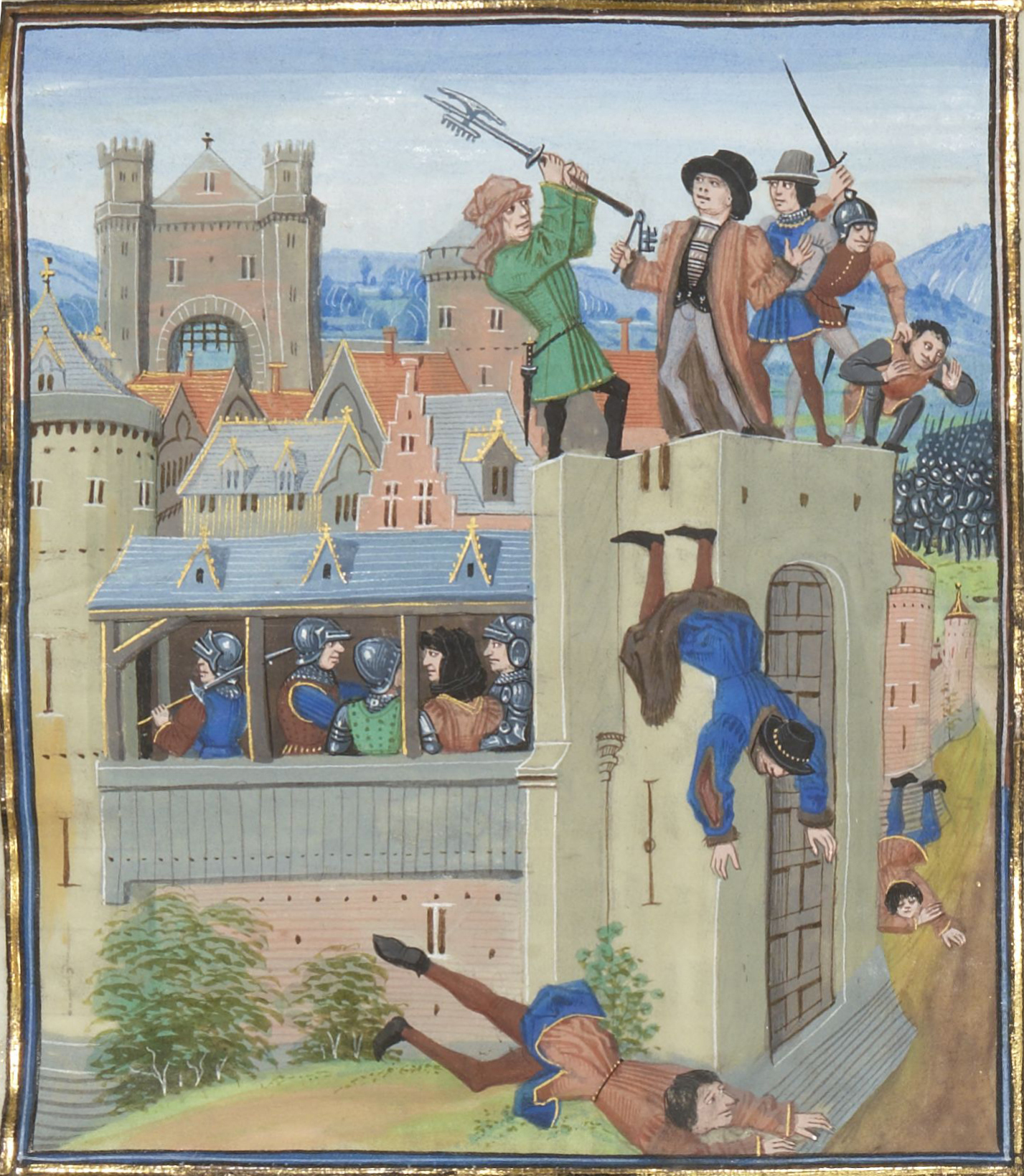
Вбивство Етьєна Марселя. Мініатюра з «Хронік» Жана Фруассара. XV ст.

Повстання містян Парижа в 1356–1358 роках — викликане різким погіршенням економічного становища парижан, головним чином внаслідок збільшення податків під час Столітньої війни. Невдоволення парижан погіршили поразки французів у битві при Пуатьє (1356 рік) і чергова перекарбування (псування) монети, до якої вдався дофін Карл, який намагався таким чином отримати кошти для викупу з полону свого батька Іоанна II Доброго і подальшого ведення Столітньої війни.

## Історія
Генеральні штати, скликані після битви при Пуатьє, пред'явили дофіну ряд вимог, що обмежували його владу. Дофін відмовився їх виконати і розпустив штати. У відповідь в Парижі почався бунт. На чолі парижан став купецький прево Етьєн Марсель. На скликаних у 1357 році Генеральних штатах було прийнято проєкт реформ — Великий березневий ордонанс, який обмежував виконавчу владу дофіна.
Основну роль в появі Великого березневого ордонансу зіграла багата частина паризького купецтва на чолі з Етьєном Марселем. У лютому 1358 року останній, щоб зломити опір дофіна, що противився реформам, підняв ремісників Парижа на повстання. Близько 3-х тисяч повсталих на чолі з Етьєном Марселем увірвалися до королівського палацу, де в присутності Карла вбили двох його радників — маршала Шампані Жана де Конфлана і маршала Нормандії Робера де Клермона. Самого дофіна Карла врятував Етьєн Марсель, гарантувавши йому особисту недоторканність і демонстративно обмінявшись з ним шапками .
Дофін утік з Парижа і, видавши указ про заборону поставок продовольства Парижу, став готуватися до його облоги.
Етьєн Марсель спробував використовувати селянський рух (Жакерію), що набирав сили, в своїх інтересах. Потім багаті міщани на чолі з ним вирішили піти на зраду і впустити до столиці загони англійських найманців на чолі з Карлом Злим. Велика частина прихильників залишила Марселя, незадоволені городяни відкрили ворота дофіну. 31 липня 1358 року Марсель був зрадницьки убитий, а потім Паризьке повстання було придушене.
Паризьке повстання 1358 року детально описано в творах французьких хроністів, перш за все, паризьким пріором кармелітів Жаном де Венето в його «Другому продовженні хроніки Гійома де Нанжи» .

## У художній літературі
- В історичній новелі Оноре де Бальзака «Відьма», що увійшла до збірки «Пустотливі розповіді» (1834), розповідь ведеться від імені нащадка одного з учасників описуваних подій XIII століття, вихідця з добропорядної родини сукноробів міста Тура — Турнебушей, який, всупереч порадам свого обережного батька, подолав станові перегородки, ставши канцлером і наближеним дофіна Карла, і за участь в паризьких подіях 1358 року втратив усе своє майно і голову[4].
- Події повстання в Парижі 1358 року лежать в основі сюжету історичної повісті французького журналіста і письменника Жана Олів'є (Jean Ollivier) «Колен Лантьє» (1957; пер. 1961).